# Montes Harbinger
I Montes Harbinger sono una struttura geologica della superficie della Luna.